# داني توماس
داني توماس (بالإنجليزية: Danny Thomas) (ولد آموس مزياد يعقوب كيروز) (6 يناير 1912 - 6 فبراير 1991) هو كوميدي أمريكي.

## النشأة
ولد داني توماس في 6 يناير 1912 في ديرفيلد، ميتشيغان للمهاجرين اللبنانيين إلى الولايات المتحدة شارل يعقوب ومارغاريت طوق.

## روابط خارجية
- داني توماس على موقع IMDb (الإنجليزية)
- داني توماس على موقع ميوزك برينز (الإنجليزية)
- داني توماس على موقع أول موفي (الإنجليزية)
- داني توماس على موقع قاعدة بيانات الأفلام السويدية (السويدية)
- داني توماس على موقع إن إن دي بي (الإنجليزية)
- داني توماس على موقع ديسكوغز (الإنجليزية)
- داني توماس على موقع قاعدة بيانات الفيلم (الإنجليزية)